# Россошь (Тячевский район)
Россошь (укр. Росош) — село в Буштынской поселковой общине Тячевского района Закарпатской области Украины.
Население по переписи 2001 года составляло 344 человека. Почтовый индекс — 90511. Телефонный код — 03134. Код КОАТУУ — 2124483602.